# Cinnycerthia fulva
Cinnycerthia fulva là một loài chim trong họ Troglodytidae.